# イシス (漫画)
『イシス』は、山岸凉子による日本の短編漫画作品である。『コミックトム』（潮出版社）にて、1997年6月号-8月号に掲載された。エジプト神話の女神イシスと彼女の夫オシリスに関する伝承をモチーフとしている。

## 登場人物
オシリス
本作の主人公。王子として生まれ育ったが、即位の儀のその日まで他のきょうだいとは隔離されていたため、弟セトの存在を知らなかった。妹イシスを娶るが、彼女の姿や能力を不気味がり、もう1人の妹ネフティスと不倫関係にあった。セトからは長きに渡って恨まれ妬まれており、暗殺されて遺体をバラバラにされたが、イシスの能力で一時的に蘇生し、遺児ホルスをもうける。
イシス
オシリスの異母妹で王女。エジプト王家においては親子婚・きょうだい婚が頻繁に行われており、血統上はネフティスよりも格上であるが、冴えない顔立ちの上にアルビノで病弱である。また、「死んだ生き物や機能を失った器官に息を吹きかけて蘇生・再生させる」という異能を持つが、力を使うと身体に負担がかかる。
血統上「兄王と格上の王女」としてオシリスと結婚するが、特異な容姿と生来の病弱さゆえに国民の前に姿を現さなかったため、「夫婦揃っているセトの方がファラオに見える」と評され、セトの暴走の一因となる。外見や能力からオシリスには敬遠されており、夫婦の契りは無かったが、殺された彼を一時的に蘇生させたり、彼の遺児ホルスを“母親”として育てたりするなど、オシリスを慕っていた。
オシリスの死後、ネフティスや数人の側仕えとともに王宮を脱出。数年後、成長したホルスと共に王宮に戻り、セトへの復讐を実行する。この頃には力の使いすぎに起因してか、老婆のように外見が衰えており、異母兄セトですら同一人物かどうか疑ったほどであった。復讐は成功しセトは死亡したが、彼女も力を使い果たし、本来の年齢相応の外見に戻りながら息を引き取った。
セト
オシリスの双子の弟。双子の王子でありながら、弟であるというだけで日陰者として扱われてきたため、幼少期からオシリスへの恨みや妬みを抱えている。儀式においても「兄」を立てるべき局面で対等に張り合おうとするなど、鬱屈した感情を抱いていたが、妻ネフティスがオシリスと不倫関係にあったことを知り、ついにその怒りが爆発。兄を暗殺し、自分が王として即位するに至る。最期はホルスとイシスに復讐されて殺された。
ネフティス
オシリスの異母妹で王女。幼少期から美貌を誇るが、血統上はイシスより格下にあたるため、「弟王子と格下の王女」としてセトと結婚する。しかし彼女自身はオシリスを慕っており、オシリスも妻を敬遠する一方で美しく従順なネフティスを気に入っていたため、不倫関係にあった。セトに全てを知られてオシリスが殺され、自身も危険に晒されるが、イシスの手引きで王宮を脱出。イシスの能力で一時的に蘇生したオシリスと契ってホルスを生むが、「兄同士の殺し合い」や「死体との性交渉」といった精神的ショックから発狂し、程なくして亡くなった模様。
ホルス
オシリスの遺児。生みの母は先述の通りネフティスであるがそれを知る者はほとんどおらず、対外的には「オシリスが暗殺される前にイシスと契って出来た子ども」として説明されており、ホルス自身も（実母ネフティスの記憶が無いためか）イシスを“母”と慕っている。父の復讐のために成長して王宮に戻り、その出自からセトには本当に自分の甥（＝オシリスの遺児）なのかを疑われもしたが、最終的にはセトの寝所に立ち入って暗殺を成功させる。その際、セトによって片目を潰されるが、異能を使い果たしたイシスにはもはや再生が出来ず、彼は隻眼の王として即位することとなった。
ハピ
セトの愛人で男娼。ネフティスがオシリスと不倫関係にあること、ひいては彼女が夫よりも兄を愛し慕っていることをセトに告げ口し、オシリス暗殺の一因を作った。尤も、彼自身もセトの逆鱗に触れて処刑されている。